# Варгас, Диего де
Диего де Варгас Сапата и Лухан Понсе де Леон и Контрерас, исп. Diego de Vargas Zapata y Luján Ponce de León y Contreras, (1643, Испания—1704), известен также как Дон Диего де Варгас — конкистадор, губернатор территории Графства Санта-Фе (Новая Мексика, ныне штат Нью-Мексико) в период 1690—1704 гг. После поражения испанцев в результате восстания хопи 1680 г. смог отвоевать утраченную территорию к 1692 году, при этом не проводил репрессий в отношении к повстанцам.
10 августа 1680 года индейцы-пуэбло, обитающие на севере Новой Мексики, восстали против испанских колонизаторов. Они осадили город Санта-Фе и вынудили испанцев отступить 21 августа на юг, в город Эль-Пасо дель Норте (ныне Сьюдад-Хуарес), где они оставались следующие 12 лет.
В 1688 г. дон Диего де Варгас был назначен губернатором Новой Мексики, однако фактически прибыл для исполнения обязанностей лишь 22 февраля 1691 года. Ему было поручено вновь отвоевать и колонизировать территорию, утраченную испанцами в результате восстания пуэбло. В июле 1692 года Варгас прибыл в Санта-Фе с небольшой группой солдат. Ои окружили город и потребовали от индейцев сдаться, пообещав милосердие ко всем, кто подчинится власти испанской короны и христианской веры. Индейские вожди приняли требования Варгаса, и 14 сентября 1692 г. он объявил о занятии территории.
Завоевание Варгасом территории пуэбло обычно считается бескровным, хотя, когда Варгас вернулся в Мексику в начале 1693 года, чтобы взять с собой ещё одну группу поселенцев, индейцы нарушили мирное соглашение и вновь заняли Санта-Фе. Тогда Варгас и его солдаты напали на город и убили многих повстанцев.
Ещё одно восстание состоялось в 1696 году, в ходе него погибли 5 миссионеров и ещё 21 испанец. Война продолжалась несколько лет, однако в конце концов испанцы установили контроль над территорией.